# Thora Birch
Thora Birch (Los Angeles, 11 marzo 1982) è un'attrice statunitense.

## Biografia
Thora Birch è nata a Los Angeles, come figlia maggiore di Jack Birch e Carol Connors. Entrambi i genitori (che sono anche stati i suoi manager) sono stati attori di film pornografici e la madre è apparsa anche nel celebre Gola profonda. Birch è di origini ebraiche, tedesche, scandinave e italiane; il suo cognome originario, "Biersch", deriva infatti dai suoi antenati ebrei tedeschi. L'insolito nome "Thora" è una versione femminile di "Thor", nome del dio del tuono secondo la mitologia norrena. Suo fratello si chiama Bolt (in inglese: fulmine).
Fin dalla più tenera età, i genitori l'hanno spinta a presentarsi alle audizioni per interpretare spot pubblicitari; tra quelli da lei girati vi sono spot per compagnie quali Quaker Oats. Nel 1988 ebbe il suo primo vero ruolo da attrice, interpretando Molly nella serie televisiva di breve durata Day by Day, in cui era accreditata semplicemente come "Thora". In quello stesso anno ebbe un ruolo importante nel film Purple People Eater, assieme a Ned Beatty e Neil Patrick Harris, per il quale vinse uno Youth in Film Award.
Il ruolo che segnò una svolta fu quello del "maschiaccio" Billie Pike nel film La strada per il paradiso (1991), che aveva tra gli altri interpreti anche Melanie Griffith, Don Johnson e Elijah Wood. Per ottenere il ruolo, la Birch dovette competere con oltre 4000 giovani presentatesi alle audizioni; ottenne grandi lodi per la sua interpretazione e un trampolino di lancio per la sua futura carriera. L'abilità di Thora nell'impersonare parti da maschiaccio le fece ottenere numerose parti in questo periodo, in film come Hocus Pocus (1991), Caro Babbo Natale (All I Want for Christmas, 1991) e Il mio amico zampalesta (Monkey Trouble, 1994), così come in due blockbuster hollywoodiani, Giochi di potere (Patriot Games, 1992) e il suo seguito Sotto il segno del pericolo (Clear and Present Danger, 1994), entrambi con Harrison Ford.
La sua performance nel film Amiche per sempre (Now and Then), del 1995, è considerata a oggi una delle migliori della sua carriera. Questo film, una sorta di Stand by Me al femminile, in cui recitarono anche Christina Ricci, Demi Moore, Melanie Griffith e Gaby Hoffmann, racconta di quattro amiche la cui unica occasione di ritrovarsi è rappresentata dal parto di una di loro, situazione che le porta a ricordarsi l'inizio della loro amicizia nell'estate del 1970, quando erano dodicenni e iniziavano a decidere cosa fare delle loro vite.
Nel 1996 la Birch gira Alaska, film d'avventura che ne consolida la fama di una delle migliori attrici bambine della sua generazione. 
Nel 1999 recita in American Beauty di Sam Mendes, al fianco di Kevin Spacey e Annette Bening. Il film vince ben 5 premi Oscar, e vale a Thora una nomination al Premio BAFTA per la miglior attrice non protagonista. Dopo un'apparizione nel fantasy Dungeons & Dragons, ottiene un ruolo da protagonista del thriller adolescenziale The Hole (2001), film in cui appare in un ruolo secondario anche Keira Knightley, all'epoca ancora poco conosciuta dal grande pubblico. Il ruolo più importante arriva con Ghost World nel 2001, film tratto dall'omonima graphic novel di Daniel Clowes, in cui recita nei panni di Enid. Inizialmente fu scelta Christina Ricci per il ruolo da protagonista ma Thora, desiderando il ruolo a tutti i costi, si presentò alle audizioni esattamente come la ragazza del fumetto, prendendo anche volutamente peso, per convincere Terry Zwigoff a lasciarle la parte. Al suo fianco c'è Steve Buscemi nel ruolo di Seymour e una giovanissima Scarlett Johansson come Rebecca, sua migliore amica. Il film riscuote ottimi consensi di critica (inclusa una nomination al Premio Oscar alla migliore sceneggiatura non originale) e rappresenta, pari passo con la versione cartacea, ancora ad oggi un vero e proprio universo "a parte" per gli appassionati della storia. Vale a Thora, tra l'altro, la sua prima nomination ai Golden Globe come miglior attrice.
Nel 2003 recita nel film tv Abbandonata dal destino (Homeless to Harvard: The Liz Murray Story), una produzione poco conosciuta che però, in un certo senso, può esser visto come una specie di sequel spirituale di Ghost World, appunto, uscito poco prima. In seguito Thora deciderà di allontanarsi dalla luce dei riflettori, lavorando a progetti come Dark Corners, Train, L'inverno dei sogni infranti e Deadline, tutti usciti tra il 2007 ed il 2010. Queste pellicole vanno dal giallo, all'introspezione psicologica e all'horror, trattando temi molto lontani, quindi, da quelli per cui l'attrice era conosciuta al grande pubblico.
Dal 2011 al 2015 vive un periodo abbastanza delicato, sia personale che lavorativo. Diversi sono i disguidi coi colleghi sul set o alla lettura di un copione e, per questo, abbandona più di un progetto. «Non fai quello che vogliono? Sei fuori. Io coi miei film voglio parlar delle persone. Questo, però, alle persone non interessa.», dichiara in un'intervista molto intima al The Guardian nel 2014, dove si dice, nonostante le problematiche, fiera di aver sempre seguito le sue ambizioni professionali.
Nel 2016, dopo una piccola apparizione nel serial TV Colony e altre opere minori (Petunia, The Pregnancy Pact), decide di staccare dal suo lavoro principale. Riprende gli studi interrotti in tenera età causa impegni tra le riprese e, alla fine dello stesso anno, ritorna dinanzi alla camera da presa portando a termine ben 4 progetti. Il più importante, uscito nei primi mesi del 2018, è La competizione, commedia romantica che la vede protagonista (e produttrice) al fianco di Chris Klein, diretta da Harvey Lowry.

## Vita privata
È sposata con Michael Benton Adler.

## Filmografia

### Attrice

#### Cinema
- L'amico venuto dallo spazio (Purple People Eater), regia di Linda Shayne (1988)
- La strada per il paradiso (Paradise), regia di Mary Agnes Donoghue (1991)
- Caro Babbo Natale (All I Want for Christmas), regia di Robert Lieberman (1991)
- Giochi di potere (Patriot Games), regia di Phillip Noyce (1992)
- Hocus Pocus, regia di Kenny Ortega (1993)
- Il mio amico zampalesta (Monkey Trouble), regia di Franco Amurri (1994)
- Sotto il segno del pericolo (Clear and Present Danger), regia di Phillip Noyce (1994)
- Amiche per sempre (Now and Then), regia di Lesli Linka Glatter (1995)
- Alaska, regia di Fraser Clarke Heston (1996)
- American Beauty, regia di Sam Mendes (1999)
- La mia adorabile nemica (Anywhere But Here), regia di Wayne Wang (1999) – non accreditata
- The Smokers, regia di Kat Slater (2000)
- Dungeons & Dragons - Che il gioco abbia inizio (Dungeons & Dragons), regia di Courtney Solomon (2000)
- The Hole, regia di Nick Hamm (2001)
- Ghost World, regia di Terry Zwigoff (2001)
- Silver City, regia di John Sayles (2004)
- Slingshot, regia di Jay Alaimo (2005)
- Dark Corners, regia di Ray Gower (2006)
- Train, regia di Gideon Raff (2008)
- L'inverno dei sogni infranti (Winter of Frozen Dreams), regia di Eric Mandelbaum (2009)
- Deadline, regia di Sean McConville (2009)
- Petunia, regia di Ash Christian (2012)
- La competizione (The Competition), regia di Harvey Lowry (2018)
- The Etruscan Smile, regia di Mihal Brezis e Oded Binnun (2018)
- Affairs of State - Intrighi di stato (Affairs of State), regia di Eric Bross (2018)
- The Last Black Man in San Francisco, regia di Joe Talbot (2019)
- Kindred Spirits, regia di Lucky McKee (2019)
- Above Suspicion, regia di Phillip Noyce (2019)
- 13 minuti, regia di Lindsay Gossling (2021)

#### Televisione
- Day by Day – serie TV, 30 episodi (1988-1989)
- Doogie Howser (Doogie Howser, M.D.) – serie TV, episodio 1x07 (1989)
- Il vendicatore della notte (Dark Avenger), regia di Guy Magar – film TV (1990)
- Married People – serie TV, episodio 1x14 (1990)
- Amen – serie TV, episodio 5x14 (1991)
- Fra nonni e nipoti (Parenthood) – serie TV, 12 episodi (1990-1991)
- Monty – serie TV, episodio 1x01 (1994)
- Oltre i limiti (The Outer Limits) – serie TV, episodio 1x06 (1995)
- Blackbird Hall – film TV (1995)
- Terra promessa (Promised Land) – serie TV, episodio 1x16 (1997)
- Il tocco di un angelo (Touched by an Angel) – serie TV, episodio 4x06 (1997)
- Un nuovo inizio (Night Ride Home), regia di Glenn Jordan – film TV (1999)
- Shadow Realm, regia di Keith Gordon, Tobe Hooper, Paul Shapiro e Ian Toynton – film TV (2002)
- Night Visions – serie TV, episodio 1x21 (2002)
- Abbandonata dal destino (Homeless to Harvard: The Liz Murray Story), regia di Peter Levin – film TV (2003)
- Il patto (Pregnancy Pact), regia di Rosemary Rodriguez – film TV (2010)
- Colony – serie TV, episodi 1x09-1x10 (2016)
- The Walking Dead – serie TV, 9 episodi (2019-2020)
- Overleaper – serie TV, 9 episodi (2022)
- The Gabby Petito Story, regia di Thora Birch – film TV (2022)

#### Videoclip musicali
- We Are All Made of Stars di Moby, regia di Joseph Kahn (2002)
- Eat You Alive di Limp Bizkit, regia di Fred Durst (2003)

### Doppiatrice

#### Televisione
- My Life as a Teenage Robot – serie TV, episodio 2x09 (2005) – Vega
- Escape from Cluster Prime, regia di Robert Renzetti e Chris Savino – film TV (2005)

#### Cortometraggi
- The Itsy Bitsy Spider, regia di Matthew O'Callaghan (1992)
- The Dot, regia di Gary Goldberger e John Lechner (2004) – Narratrice
- World Gone Water, regia di Jaime Clarke (2015) – Narratrice

## Doppiatrici italiane
Nelle versioni in italiano delle opere in cui ha recitato, Thora Birch è stata doppiata da:
- Perla Liberatori in La strada per il paradiso, Giochi di potere, Hocus Pocus, Amiche per sempre, La competizione, Affairs of State - Intrighi di stato, The Walking Dead
- Valentina Mari in Alaska, Dungeons & Dragons - Che il gioco abbia inizio, The Hole, Abbandonata dal destino
- Letizia Scifoni in Caro Babbo Natale, Night Visions
- Alida Milana in American Beauty, Ghost World
- Francesca Manicone in Il mio amico Zampalesta
- Laura Latini in La mia adorabile nemica
- Valentina Favazza in Colony
- Benedetta Ponticelli in 'L'inverno dei sogni infranti

## Premi e candidature
- 1994 - Young Artist Award - Hocus Pocus
- 1999 - San Diego Film Critics Society Awards: Migliore attrice non protagonista - American Beauty
- 2000 - Nomination Premio BAFTA: Migliore attrice non protagonista - American Beauty
- 2000 - Nomination Blockbuster Entertainment Awards: Migliore attrice non protagonista in un film drammatico - American Beauty
- 2000 - Young Artist Award: Miglior attrice giovane non protagonista - American Beauty
- 2000 - Nomination Online Film Critics Society Awards: Migliore attrice non protagonista - American Beauty
- 2000 - Young Hollywood Awards: Miglior alchimia (condiviso con Wes Bentley) - American Beauty
- 2000 - YoungStar Awards: Miglior attrice giovane/esordiente in un film drammatico - American Beauty
- 2001 - Golden Globe nomination for Best Actress in a Comedy/Musical - Ghost World
- 2001 - Toronto Film Critics Association Award - Ghost World